# 怡景道
怡景道（英語：Yee King Road）是香港港島東區北角半山的其中一條主要道路，連接寶馬山及大坑山腰兩地。怡景道雙向行車，南北走向，北端始於雲景道近北角官立小學，南端止於勵德邨道近勵德邨巴士總站，車輛可再沿勵德邨道直達大坑道。
怡景道所處位置昔日為馬山村木屋區，至1971年初當局為配合勵德邨的興建，決定清拆木屋區以開拓一條由勵德邨通往寶馬山的新路，受影響的木屋區居民入住興華徙置區。道路約於1975年配合勵德邨啟用而通車。然而，自從木屋區拆卸後，道路沿線一直未有任何新發展。

## 交匯道路
- 雲景道
- 勵德邨道